# Arango (Pravia)
Arango (oficialmente en asturiano: Arangu) es una parroquia del concejo de Pravia, en el Principado de Asturias (España). Alberga una población de 257 habitantes (INE 2009) en 225 viviendas. Ocupa una extensión de 9,43 km² y está situado a lo largo del valle formado por el río Aranguín.
Está situada en la zona suroeste del concejo y limita al norte con las parroquias de Villavaler, Inclán y Selgas; al noreste con la de Pravia; al este con la de Sandamías; al oeste con las de Cordovero y Folgueras; al suroeste con las de Linares y Santullano, ambas en el concejo de Salas; y al sur con la de Corias.
El conocido como palacio de Arango, situado en el núcleo de Arborio, es un edificio construido en el siglo XVII - XVIII. Consta de dos plantas y orienta su fachada principal al Sur donde se encuentra el jardín. Destaca su gran torre de cinco pisos que probablemente se remonte al siglo XV.
Forman parte de la parroquia las siguientes entidades singulares de población:
- Allence
- Arborio (oficialmente Arboriu)
- La Braña
- Caunedo (Caunéu)
- La Fungal (La Xungal)
- Prada
- Puentevega (La Ponteveiga)
- Quintana
- Ribero (Ribeiru)
- San Pelayo (San Pelayu)
- Las Tablas
- Travesedo (El Traveséu)
- La Devesa
- El Rebollal